# رادیو بی‌بی‌سی ۱

نماد بی‌بی‌سی رادیو ۱

بی‌بی‌سی رادیو ۱(به انگلیسی: BBC Radio 1) یک ایستگاه رادیویی ملی بریتانیایی متعلق به بی‌بی‌سی است و بخشی از بی‌بی‌سی رادیو به شمار می‌رود. این ایستگاه بیشتر بر پخش موسیقی عامه‌پسند تمرکز دارد.